# Aleksandar Pavlović
Aleksandar Pavlović (in serbo Александар Павловић?; Antivari, 15 novembre 1983) è un ex cestista serbo.
Alto 201 centimetri per 108 chili, era una guardia/ala dotata di un ottimo tiro da tre punti.

## Carriera

### Club

#### Budućnost Podgorica
Cresciuto nel Budućnost Podgorica, con cui ha disputato 14 partite in YUBA liga con una media di 1,4 punti a partita. Nella sua seconda stagione ha disputato 3 partite in YUBA liga con una media di 6,7 punti a partita; ha inoltre disputato 2 partite in Eurolega. Nella sua ultima stagione con la maglia del Budućnost Podgorica ha disputato 20 partite in YUBA liga con una media di 10,1 punti e 2,4 rimbalzi a partita; in Eurolega ha avuto una media di 9,4 punti, tirando con il 57% e realizzando un season-high di 21 punti contro il Tau Ceramica.

### NBA (2003-2013)

#### Utah Jazz (2003-2004)
Viene selezionato con la 19ª scelt al draft 2003 dagli Utah Jazz, approdando così in NBA. Nella sua prima stagione in NBA ha disputato 79 partite (14 da titolare), chiudendo con una media di 4,8 punti e 2,0 rimbalzi a partita. Il 3 dicembre 2003 realizza un season-high di 18 punti contro gli Houston Rockets; ha inoltre realizzato 9 rimbalzi in due occasioni.

#### Il quinquennio ai Cleveland Cavaliers (2004-2009)
Il 22 giugno 2004 viene selezionato dagli Charlotte Bobcats al draft d'espansione, per poi essere ceduto ai Cleveland Cavaliers per una prima scelta a l draft il giorno successivo. In 65 partite, di cui 9 da titolare, ha avuto una media di 4,8 punti e 1,1 rimbalzi. Ha realizzato in due occasioni dei season-high di 17 punti ed è andato 9 volte in doppia cifra. Nella stagione 2005-06 disputa 53, di cui 19 da titolare, con una media di 4,5 punti e 1,5 rimbalzi. Il 21 febbraio 2006 realizza un season-high di 21 punti contro gli Orlando Magic. In 3 partite di play-off ha giocato in totale 3 minuti, realizzando solo 1 rimbalzo. Nella stagione 2006-2007 disputa 67 partite, di cui 28 da titolare, con una media di 9,0 punti, 2,4 rimbalzi e 1,6 assist. Ha segnato 20 o più punti in 7 occasioni, incluso un career-high di 25 punti contro i Sacramento Kings. Pochi giorni dopo ha realizzato un career-high di 6 triple realizzate (su 7 tentativi) contro i New York Knicks. Il 1º marzo 2007 viene promosso a guardia titolare dei Cavs, mantenendo il ruolo nelle successive 24 partite di stagione regolare. Da titolare ha avuto una media di 12,7 punti, 3,0 rimbalzi e 2,3 assist. Ha disputato da titolare tutte le 20 partite di play-off. Ha realizzato 17 punti alle semifinali di Eastern Conference contro i New Jersey Nets e 9 rimbalzi alle finali contro i Detroit Pistons. A fine stagione rimane free agent con restrizioni. Il 30 ottobre 2007 firma un rinnovo triennale a 13,7 milioni di dollari con i Cavs. Il 23 gennaio 2008 subisce un infortunio al piede contro i Washington Wizards. Rientra il successivo 12 marzo contro i New Jersey Nets, giocando per 9 minuti senza però segnare punti. Il 14 marzo realizza un season-high di 24 punti contro i Washington Wizards. È andato in doppia cifra 15 volte. Durante la stagione 2007-08 disputa 51 partite, di cui 45 da titolare, con una media di 7,4 punti e dei career-high di 2,5 rimbalzi e 1,6 assist. In 8 partite di play-off ha avuto una media di 3,5 punti e 1,3 rimbalzi. Nella stagione 2008-09 i Cavs vengono sconfitti per 4-2 dagli Orlando Magic alle finali di Eastern Conference. Il 25 giugno 2009 viene ceduto insieme a Ben Wallace e alla 46ª scelta al draft ai Phoenix Suns in cambio di Shaquille O'Neal.

#### Minnesota Timberwolves (2009-2010)
Il 14 settembre 2009 viene svincolato dai Suns. Il 17 settembre 2009 firma un contratto annuale a 1,5 milioni di dollari con i Minnesota Timberwolves. Coi lupi in una stagione disputa 71 partite, con una media di 3,7 punti.

#### Dallas e New Orleans (2011)
Il 10 gennaio 2011 firma un contratto di 10 giorni con i Dallas Mavericks. Esordisce con la nuova maglia all'ultimo giorno di contratto, segnando 11 punti in una vittoria per 109-100 contro il Los Angeles Lakers. Il 20 gennaio 2011 rinnova il suo contratto con i Mavs per altri 10 giorni. Il contratto non verrà ulteriormente rinnovato.
Il 4 febbraio 2011 firma un contratto di 10 giorni con i New Orleans Hornets. Alla sua scadenza il contratto non viene rinnovato.

#### Boston Celtics (2011-2012)
Il 3 marzo 2011 firma per i Boston Celtics fino a fine stagione. Debutta con la nuova maglia il successivo 6 marzo, realizzando 3 punti (1/2 da tre e 1/3 in totale) e 2 palle rubate in 12 minuti contro i Milwaukee Bucks. Scaduto il suo contratto con i Celtics fa ritorno in Montenegro per allenarsi. Il 12 dicembre 2011, alla fine del lockout 2011, firma nuovamente con i Celtics. Il giorno di natale disputa da titolare la partita inaugurale della stagione 2011-12 in sostituzione dell'infortunato Paul Pierce. Ha giocato per 15 minuti, senza segnare punti o tentare tiri. Nell'ultima partita della stagione regolare, una vittoria per 78-66 contro i Miami Heat, realizza 16 punti partendo dalla panchina. In 45 partite, di cui 7 da titolare, ha avuto una media di 2,7 punti in 11,7 minuti a partita.

#### Portland Trail Blazers (2012-2013)
Il 20 luglio 2012 viene ceduto ai Portland Trail Blazers. Il 6 luglio 2013 dopo una stagione viene svincolato dai Blazers.

### Ritorno in Europa: Partizan Belgrado (2014-2015)
Il 10 febbraio 2014 firma fino a fine stagione con il Partizan Belgrado, facendo così ritorno in Europa.

### Nazionale
Pavlović è nato nell'attuale Montenegro, ma dopo la dissoluzione della federazione con la Serbia ha scelto la nazionalità di quest'ultimo Stato. Ha disputato gli Europei Under-20 con la Serbia e Montenegro. Ha disputato le Olimpiadi del 2004 con la Serbia e Montenegro.

## Statistiche

### NBA

#### Regular Season
| Anno      | Squadra             | PG  | PT  | MP   | TC%  | 3P%  | TL%  | RP  | AP  | PRP | SP  | PP  |
| --------- | ------------------- | --- | --- | ---- | ---- | ---- | ---- | --- | --- | --- | --- | --- |
| 2003-2004 | Utah Jazz           | 79  | 14  | 14,5 | 39,6 | 27,1 | 77,4 | 2,0 | 0,8 | 0,5 | 0,2 | 4,8 |
| 2004-2005 | Cleveland Cavaliers | 65  | 9   | 13,3 | 43,5 | 38,5 | 68,8 | 1,1 | 0,8 | 0,4 | 0,1 | 4,8 |
| 2005-2006 | Cleveland Cavaliers | 53  | 19  | 15,3 | 41,0 | 36,5 | 65,3 | 1,5 | 0,5 | 0,4 | 0,1 | 4,5 |
| 2006-2007 | Cleveland Cavaliers | 67  | 28  | 22,9 | 45,3 | 40,5 | 79,4 | 2,4 | 1,6 | 0,8 | 0,3 | 9,0 |
| 2007-2008 | Cleveland Cavaliers | 51  | 45  | 23,3 | 36,2 | 29,8 | 68,8 | 2,5 | 1,6 | 0,6 | 0,1 | 7,4 |
| 2008-2009 | Cleveland Cavaliers | 66  | 12  | 16,0 | 42,2 | 41,0 | 46,3 | 1,9 | 1,1 | 0,3 | 0,2 | 4,6 |
| 2009-2010 | Minnesota T'wolves  | 71  | 0   | 12,4 | 36,3 | 29,7 | 38,5 | 1,6 | 0,8 | 0,3 | 0,1 | 3,7 |
| 2010-2011 | Dallas Mavericks    | 10  | 6   | 16,3 | 42,9 | 43,8 | 80,0 | 1,2 | 0,7 | 0,5 | 0,3 | 4,1 |
| 2010-2011 | N.O. Hornets        | 4   | 1   | 12,5 | 18,2 | 0,0  | -    | 1,5 | 1,5 | 0,0 | 1,0 | 1,0 |
| 2010-2011 | Boston Celtics      | 17  | 0   | 8,8  | 46,2 | 50,0 | 40,0 | 0,8 | 0,2 | 0,3 | 0,0 | 1,8 |
| 2011-2012 | Boston Celtics      | 45  | 7   | 11,7 | 39,1 | 29,3 | 37,5 | 1,6 | 0,4 | 0,4 | 0,3 | 2,7 |
| 2012-2013 | Portland T. Blazers | 39  | 1   | 13,5 | 35,3 | 30,0 | 16,7 | 1,4 | 0,8 | 0,6 | 0,1 | 2,6 |
| Carriera  | Carriera            | 567 | 142 | 15,7 | 40,4 | 34,6 | 67,3 | 1,8 | 0,9 | 0,5 | 0,2 | 4,9 |

#### Playoffs
| Anno     | Squadra             | PG | PT | MP   | TC%  | 3P%  | TL%  | RP  | AP  | PRP | SP  | PP  |
| -------- | ------------------- | -- | -- | ---- | ---- | ---- | ---- | --- | --- | --- | --- | --- |
| 2006     | Cleveland Cavaliers | 3  | 0  | 1,3  | 0,0  | 0,0  | -    | 0,3 | 0,0 | 0,0 | 0,0 | 0,0 |
| 2007     | Cleveland Cavaliers | 20 | 20 | 30,8 | 38,1 | 34,5 | 52,8 | 2,6 | 1,6 | 1,0 | 0,3 | 9,2 |
| 2008     | Cleveland Cavaliers | 8  | 0  | 13,9 | 38,5 | 44,4 | 66,7 | 1,3 | 0,1 | 0,3 | 0,0 | 3,5 |
| 2009     | Cleveland Cavaliers | 11 | 0  | 8,3  | 50,0 | 25,0 | 33,3 | 1,4 | 0,4 | 0,4 | 0,0 | 2,1 |
| 2012     | Boston Celtics      | 10 | 0  | 4,0  | 33,3 | 20,0 | -    | 0,5 | 0,1 | 0,1 | 0,1 | 0,7 |
| Carriera | Carriera            | 52 | 20 | 16,6 | 38,6 | 33,3 | 53,3 | 1,6 | 0,7 | 0,5 | 0,1 | 4,6 |

## Palmarès
- YUBA liga: 1

Budućnost: 2000-01
- Coppa di Jugoslavia: 1

Budućnost: 2001
- Campionato serbo: 1

Partizan Belgrado: 2013-14
- Coppa di Grecia: 1

Panathinaikos: 2015-16